# Aqua lustralis
Aqua lustralis was water dat door de Romeinen werd gebruikt in de veronderstelling dat het een zuiverende werking had.
- De Romeinen gebruikten het voordat zij de tempel betraden en zij sprenkelden het over de verzamelde menigte.
  - Bij de christenen heeft het wijwater dezelfde functies.

- "Lustricus dies" was bij de Romeinen de dag dat hun kinderen een naam kregen en er zuiverende offers werden gebracht aan de goden.
  - Bij de christenen is dit te vergelijken met de dag waarop hun kinderen gedoopt worden.